# Janina Elkin

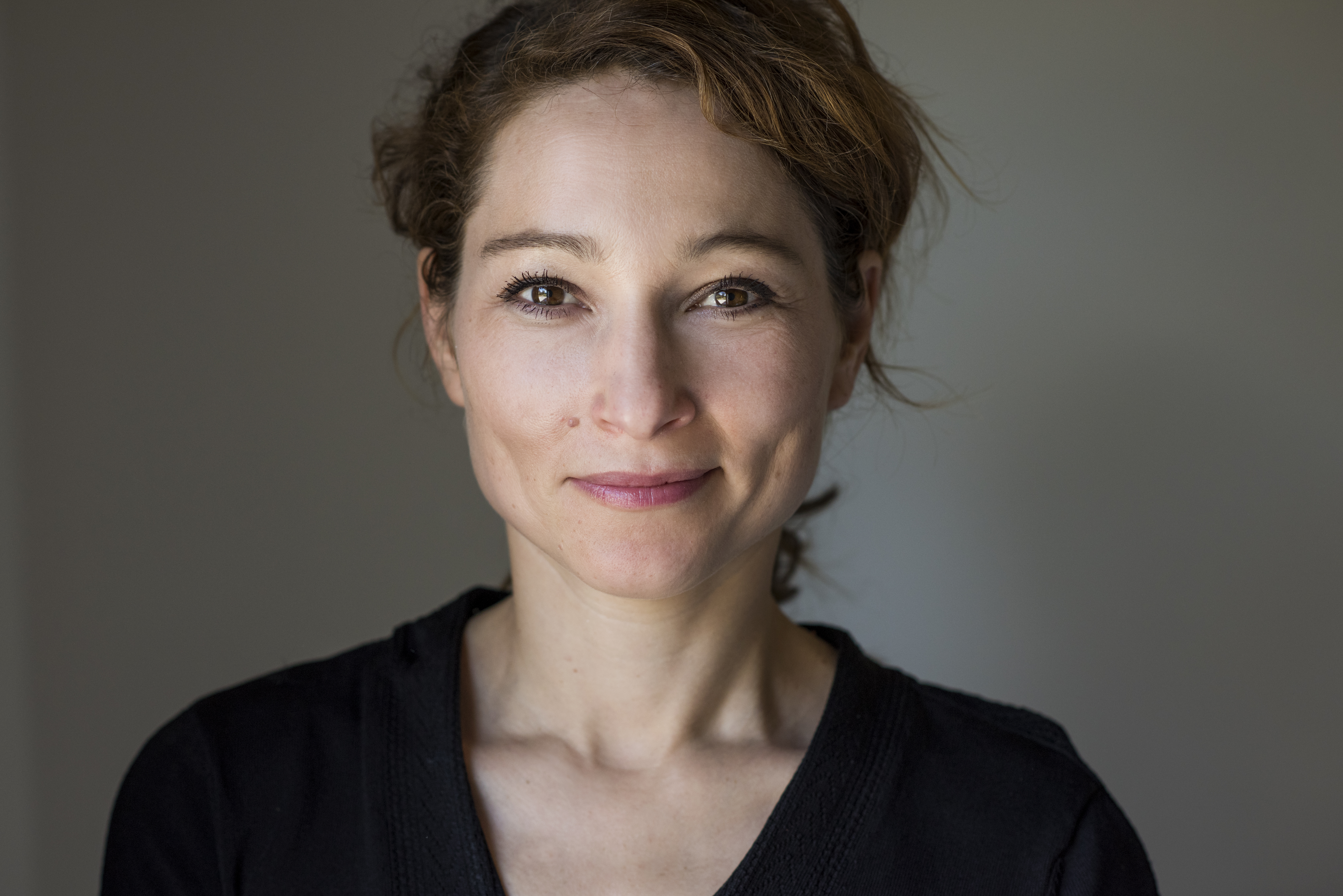
Janina Elkin

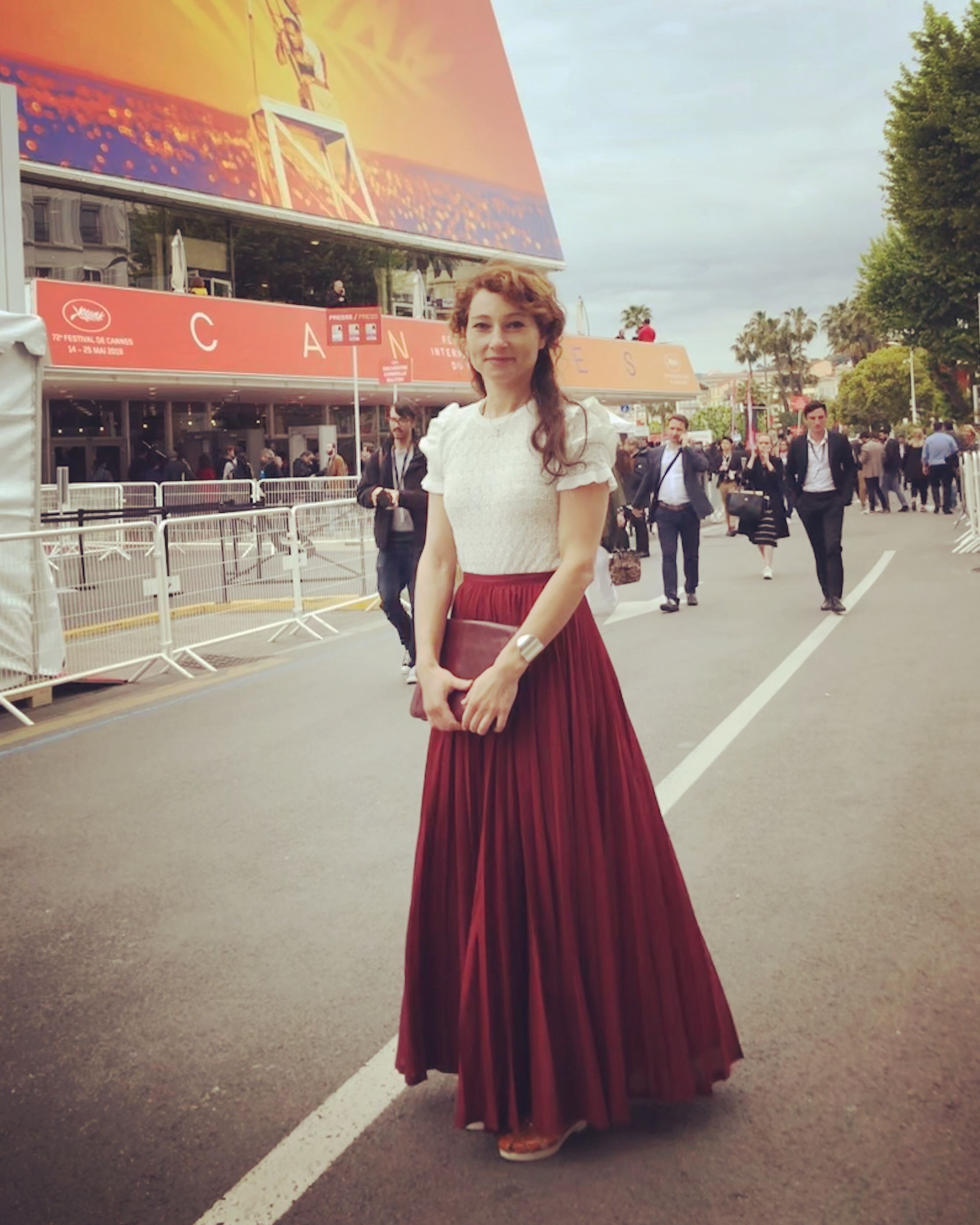
Janina Elkin bei den Filmfestspielen von Cannes (2019)

Janina Elkin (* 20. Dezember 1982 in Kiew, Ukrainische SSR) ist eine deutsche Schauspielerin und Synchronsprecherin.

## Leben

### Ausbildung und Theater
Elkin begann bereits im Alter von drei Jahren mit Ballettunterricht. Von 1986 bis 1991 besuchte sie die Staatliche Tanzakademie in Kiew. Im Alter von 10 Jahren kam sie 1993 mit ihrer Familie aus der Ukraine nach Deutschland. Ab 1998 erhielt sie Unterricht an der Staatlichen Ballettakademie in Mannheim. Mit einem Stipendium studierte sie von 2001 bis 2004 Schauspiel am Lee-Strasberg-Institute in New York City. Von 2012 bis 2014 war sie an der Hochschule für Schauspielkunst „Ernst Busch“ in Berlin. Außerdem absolvierte sie Schauspielseminare im Method Acting und in der Meisner-Technik.
Erste Theaterengagements hatte sie in Hamburg am Altonaer Theater (2003; als Yvonne in Der schönste Tag im Jahr von Nick Walsh), im Theater am Kampnagel (2004; als „Sie“ in Ganze Tage, ganze Nächte von Xavier Durringer), am Theater im Zimmer (2005; als Carlotta Barra in Tamara von John Krizanc), beim Sprechwerk Hamburg (2005) und am Lichthof Theater (2006; als Joy in Lost von Jane Martin).
Sie gastierte am National Academic Drama Theater in Kiew in den Stücken Der Kirschgarten (2004; als Anja) und Der Taxifahrer (2007; als Lena) und am Schauspielhaus Bochum (2008).
Von 2009 bis 2010 spielte sie die Rolle der Baby in dem Musical Dirty Dancing im Theater am Potsdamer Platz.

### Kino- und Fernseharbeiten

#### Kino
2011 übernahm sie neben Kristina Klebe, Fabian Stumm und Rudolf Martin eine Hauptrolle als Sophie in dem Spielfilm Bela Kiss: Prologue von Lucien Förstner, einem Horror-Thriller über den ungarischen Serienmörder Béla Kiss; der Film kam im Januar 2013 in die Kinos. In der österreichisch-amerikanischen Produktion Stille Nacht (2012) von Christian Vuissa, die 2013 in die deutschen Kinos kam, spielte sie die Rolle der Dorfbewohnerin Maria, die wegen ihres angeblich zweifelhaften Lebenswandels im Dorf als Abschaum und Gesindel gilt. In dem Spielfilm Fremdkörper (2015), in dem Elkin an der Seite von Thorsten Merten die weibliche Hauptrolle übernahm, verkörperte sie die junge Ukrainerin Irina, die dem Spediteur Wolfgang illegal ihre Niere spendet.
In dem Kinder- und Jugendfilm Ente Gut! Mädchen allein zu Haus, der im Februar 2016 auf der 66. Berlinale erstmals zu sehen war, spielte sie eine Nebenrolle als Frau Schneider. Im September 2016 wurde auf dem Filmfest Zürich das Drama Tod auf Raten (internationaler Titel: Short Term Memory Loss) erstmals gezeigt, in dem Elkin die beste Freundin der weiblichen Hauptfigur (Veronica Ferres) spielt. In der Kinokomödie Ostfriesisch für Anfänger, die im Oktober 2016 beim Hamburger Filmfest Premiere hatte, spielte Elkin die rigide Geschäftsfrau Svetlana.
2019 wirkte sie in Rosa von Praunheims Spielfilm Darkroom – Tödliche Tropfen mit.

#### Fernsehen
Zu Elkins ersten Fernseharbeiten gehörte der Fernsehfilm Küssen verboten, Baggern erlaubt (2003) von Lars Montag, in dem sie die Geliebte spielte. In der ZDF-Krimireihe Stubbe – Von Fall zu Fall stellte sie in dem Film Harte Kerle (2005) die gehörlose Assistentin dar.
Von der 637. Folge (Erstausstrahlung: Januar 2011) bis zur 1026. Folge (Erstausstrahlung: März 2022) spielte sie die Rolle der Biologie- und Chemielehrerin Anna-Carina Levin in der Kinder- und Jugendserie Schloss Einstein.
In dem Fernsehfilm Frühling zu zweit (2015), dem 9. Film der ZDF-Fernsehserie Frühling, war  Elkin als Ex-Freundin des verstorbenen Sohnes der von Cornelia Froboess gespielten alten Bäuerin Maria Sindlfinger zu sehen. In der 11. Staffel der ZDF-Serie Notruf Hafenkante (2017) übernahm sie eine Episodenhauptrolle als junge Frau mit unerfülltem Kinderwunsch, die ein Baby entführt. In der 4. Staffel der TV-Serie In aller Freundschaft – Die jungen Ärzte (2019) übernahm Elkin eine Episodenhauptrolle als blinde Patientin, die eine tragische Diagnose erhält.
In der US-amerikanischen Drama-Miniserie Das Damengambit (2020) spielte sie eine durchgehende Nebenrolle als Ehefrau des Schachweltmeisters Vasily Borgov, den Marcin Dorociński verkörperte. Im Tatort: Was wir erben (2021) war sie als Haushaltshilfe Zofia Janczak zu sehen. Im Tatort: Was bleibt (2024) spielte Elkin die aus Armenien stammende Jasmina Timmig. Im Fernsehfilm Praxis mit Meerblick – Schiffbruch (2024) mit Tanja Wedhorn spielte sie die Witwe Oksana Kovalenka, deren Sohn und Schachweltmeister Kyrill in die Rügenklinik eingeliefert wird. Im Fernsehkrimi Seeland – Ein Krimi vom Bodensee: Dämonen (2024) war sie als tatverdächtige Melanie zu sehen, die sich den Kommissaren gegenüber in Schweigen hüllt.

### Synchronarbeiten und Privates
Elkin ist gelegentlich auch als Synchronsprecherin und als Sprecherin für Computerspiele tätig. Sie lieh u. a. Olga Kurylenko und Annet Mahendru ihre Stimme.
Von 2017 bis 2018 unterrichtete sie als Dozentin an der Stagefactory in Berlin. Janina Elkin spricht Deutsch und Russisch. Ihre 2017 geborene Tochter Romy Liv Elkin spielte 2020 bei Schloss Einstein mit.
Sie lebt in Berlin.

## Filmografie (Auswahl)

### Kino und Fernsehen
- 2003: Küssen verboten, Baggern erlaubt (Fernsehfilm)
- 2004: Tumbling Leaf – Ein Tag im Herbst (Kurzfilm)
- 2005: Frauenhelden – Machos in der Sackgasse (Fernsehserie)
- 2005: Stubbe – Von Fall zu Fall: Harte Kerle (Fernsehreihe)
- 2005: Lorenz (Kurzfilm)
- 2005: Schmetterlingseffekt (Kurzfilm)
- 2006: Die Sturmflut (Fernsehfilm)
- 2006: Das Duo: Unter Strom (Fernsehreihe)
- 2009: SOKO 5113: Tote kuscheln nicht (Fernsehserie)
- 2009: Scissu (Kurzfilm)
- 2010: Wie Blumen (Like Flowers) (Kurzfilm)
- 2010: Not Afraid (Kurzfilm)
- 2010: 1000 Gramm (Kurzfilm)
- 2011–2022: Schloss Einstein (Fernsehserie, 143 Folgen)
- 2012: Stille Nacht (Fernsehfilm)
- 2012: Die Welt nebenan (Kurzfilm)
- 2012: Lady Europa
- 2013: Bela Kiss: Prologue
- 2013: In aller Freundschaft: Zeit für Veränderungen (Fernsehserie)
- 2013: Der Landarzt: Erstickungsangst (Fernsehserie)
- 2013: Global Player – Wo wir sind isch vorne
- 2014: Vivre à Berlin (Kurzfilm)
- 2014: Contese (Kurzfilm)
- 2015: Fremdkörper
- 2015: Frühling zu zweit (Fernsehserie)
- 2015: Noah (Kurzfilm)
- 2015: SOKO Stuttgart: Masken (Fernsehserie)
- 2015: Service (Fernsehserie)
- 2016: Ente Gut! Mädchen allein zu Haus
- 2016: Tod auf Raten (Short Term Memory Loss)
- 2016: Ostfriesisch für Anfänger
- 2016: SOKO Leipzig: Tod eines Kollegen (Fernsehserie)
- 2016–2018: Schloß Webstein (Onlineserie, 2 Folgen)
- 2017: Notruf Hafenkante: Abnabelung (Fernsehserie)
- 2017: Vollmond
- 2017: Die andere Welt (Kurzfilm)
- 2018: Der Besuch (Kurzfilm)
- 2019: In aller Freundschaft – Die jungen Ärzte: Schwindel (Fernsehserie)
- 2019: Matula – Tod auf Mallorca (Fernsehfilm)
- 2019: Darkroom – Tödliche Tropfen
- 2019: Tatort: Die harte Kern (Fernsehreihe)
- 2019: Lovers
- 2020: Das Damengambit (The Queen’s Gambit, Fernsehserie, 3 Folgen)
- 2021: Großstadtrevier: Valentinstag (Fernsehserie)
- 2021: Tatort: Was wir erben (Fernsehreihe)
- 2021: WaPo Bodensee: Auf der Flucht (Fernsehserie)
- 2022: In aller Freundschaft: Andere Pläne (Fernsehserie)
- 2022: SOKO Köln: Mordsgeschichten (Fernsehserie)
- 2022: Fritzie – Der Himmel muss warten (Fernsehserie, 2 Folgen)
- 2022: Sayonara Loreley (Fernsehfilm)
- 2022: Gestern waren wir noch Kinder (Fernsehserie)
- 2023: Herzstolpern (Fernsehfilm, Teil 1 – Aufbruch nach Italien, Teil 2 – Neustart ins Leben)
- 2024: Tatort: Was bleibt (Fernsehreihe)
- 2024: Praxis mit Meerblick – Schiffbruch (Fernsehreihe)
- 2024: SOKO Wismar: Zu den Sternen (Fernsehserie)
- 2025: Großstadtrevier: Im Moment der Angst (Fernsehfilm, ARD)

### Synchronisation
Annet Mahendru
- 2013: The Americans (Fernsehserie, als Nina)
- 2014: Grey’s Anatomy (Fernsehserie, Staffel 11, Only Mama knows als Ana)
- 2014: White Collar (Fernsehserie, Staffel 5, Ice Breaker als Eiskunstläuferin Katya)

#### Serien
- 2015: Versailles (für Lizzie Brocheré als Claudine)
- 2022: Navy CIS: L.A. für Weronika Rosati als Vanya Leonova